# Електро-Л
Електро-Л — російський геостаціонарний метеосупутник другого покоління. Розроблений в НВО імені Лавочкіна. Проектування велося з 2001 року. Спочатку запуск планувався в 2006 році, але потім був перенесений на 2008 рік, потім на перший квартал 2010 року. Пуск РН «Зеніт-2SБ» з РБ «Фрегат-СБ» і КА «Електро- Л» мав відбутися 25 грудня 2010 року, однак через аварію при виведенні супутників ГЛОНАСС-К, на орбіту носієм Протон-М 5 грудня 2010, запуск вирішили відкласти для додаткових перевірок в належному дотриманні вимог при підготовці до запуску.

## Передумови створення
В даний час ефективне рішення завдань гідрометеорології неможливо без використання даних, одержуваних космічними засобами дистанційного зондування Землі. При цьому одним з основних інструментів сучасної гідрометеорології є мережа космічних апаратів на геостаціонарній орбіті — ГСО. Згідно з міжнародною програмою досліджень глобальних атмосферних процесів Росія взяла зобов'язання мати один метеорологічний КА «Електро» на геостаціонарній орбіті, який увійде до угрупування, що складатиметься з п'яти космічних апаратів, розгорнутих за згаданою програмою (США-2 КА, Японія-1, Росія-1 і ЄКА-1).
Під егідою Всесвітньої метеорологічної організації (ВМО) на ГСО діє міжнародна мережа метеосупутників, яка утворена космічними апаратами США (GOES), Європи (Meteosat), Росії (GOMS № 1/«Електро» № 1 — функціонував до 1998 р.) І Японії (GMS). Крім того на ГСО працюють метеосупутника Індії (Insat, Metsat) і Китаю (FY-2).
У 2010 році завершаться роботи по створенню нового російського супутника «Електро-Л», що має міжнародне найменування GOMS № 2 (ГОМС — Геостаціонарний Оперативний Метеорологічний Супутник).

## Завдання
Космічний комплекс «Електро» призначений для забезпечення підрозділів Росгідромету оперативною інформацією для вирішення наступних основних завдань:
- аналізу та прогнозу погоди в регіональному і глобальному масштабах;
- аналізу і прогнозу стану акваторій морів і океанів;
- аналізу і прогнозу умов для польотів авіації;
- аналізу і прогнозу геліогеофізичне обстановки в навколоземному космічному просторі, стану іоносфери та магнітного поля Землі;
- моніторингу клімату і глобальних змін;
- контролю надзвичайних ситуацій;
- екологічного контролю навколишнього середовища та ін.

«Електро-Л» повинен буде проводити багатоспектральну зйомку у видимому й інфрачервоному діапазонах з роздільною здатністю 1 км і 4 км, відповідно. Штатна періодичність зйомки — 30 хвилин. У разі спостереження стихійних явищ періодичність зйомки (по командах з Землі) може бути доведена до 10-15 хвилин.
Крім того, на КА «Електро-Л» покладаються завдання отримання геліогеофізичних даних, ретрансляції та обміну метеоінформації, а також прийому та ретрансляції даних від автономних метеорологічних платформ і сигналів аварійних буїв системи КОСПАС-SARSAT.
Слідом за Електро-Л № 1 буде запущений аналогічний супутник Електро-Л № 2. Запуск здійснюватиметься аналогічним носієм «Зеніт-2SБ», про що свідчить розміщення замовлення на носії подібного класу а також розгінний блок.
Запуск Электро-Л № 2 заплановано на кінець 2012 року.

## Конструкція космічного апарата
Космічний апарат «Електро-Л» спроектований за модульним принципом. КА складається з модуля службових систем і модуля корисного навантаження.
Як платформа космічного апарата використовується уніфікований модуль службових систем «Навігатор», який розробляється для створення й інших космічних апаратів НВО імені Лавочкіна (апарати серії «Спектр» та ін.)
«Електро-Л» розробляється як виріб підвищеної заводської готовності. Після складання космічного апарата та проведення електричних випробувань на НВО імені Лавочкіна космічний апарат доставляється на космодром практично готовим до пуску. Така технологія, відпрацьована НВО імені Лавочкіна, значно скорочує витрати на підготовку супутника до запуску.
Маса КА «Електро-Л» на робочій орбіті складає ~ 1500 кг.
Термін активного існування космічного апарата «Електро-Л» повинен скласти не менше 10 років.
Перший запуск даної модифікації здійснений 20 січня 2011 року о 14:21:01 за київським часом. О 14:40 апарат Электро-Л № 1 у зв'язці з модернізованим розгінним блоком Фрегат-СБ вдало вийшов на опорну орбіту.

### Циклограма запуску Электро-Л №1
| Дія                                  | Декретний Київський час |
| ------------------------------------ | ----------------------- |
| Пуск РН                              | 14:29:01;               |
| Відділення 2-ї ступені РН            | 14:37:38                |
| 1-е включення маршового двигуна РБ   | 15:44:26-15:52:40       |
| Відділення скидається бака РБ        | 15:53:17                |
| 2-е включення маршового двигуна РБ   | 17:58:20-18:08:59       |
| Третє включення маршового двигуна РБ | 23:19:06-23:27:43       |
| Відділення КА                        | 23:28:13                |

Після вдалого першого, а згодом другого та третього ввімкнення маршевого двигуна розгінного блоку Фрегат-СБ російський метеорологічний супутник Электро-Л № 1 вийшов на розрахункову орбіту.
Відповідно до штатної циклограми після відділення КА від розгінного блоку Фрегат-СБ, останній, додатковим маневром виводиться на орбіту захоронення.

#### Початкові орбітальні дані супутника
- Перигей (км) — 40580 км
- Апогей (км) — 42097 км
- Кут нахилу площини орбіти до площини екватора Землі — 0,5°

### Комплекс цільової апаратури
Маса комплексу цільової апаратури становить 550 кг і в його склад входять наступні системи:
| Багатозональний скануючий пристрій гідрометеорологічного забезпечення (БСП-ГЗ) | «Російські космічні системи»                  | — зона огляду — видимий диск Землі (20°х20°) — 3 канали видимого діапазону (ВД), 7 каналів інфрачервоного (ІЧ) діапазону — розподільча здатність — ВД — 1 км, ІЧ — 4 км — періодичність зйомки — 30 хв (в автоматичному режимі), 10-15 хв (по командам з Землі) |
| Геліогеофізичний апаратурний комплекс (ГГАК-Э)                                 | Науковий центр оперативного моніторингу Землі | 7 різноманітних спеціалізованих сенсорів: — спектрометри і детектори електронів і протонів з енергіями від 0,05 до 600 МеВ; — вимірювачі сонячної сталої, рентгенівского і ультрафіолетового випромінювання Сонця; — вимірювач вектора магнітного поля Землі. |
| Бортовий радіотехнічний комплекс (БРТК)                                        | «Російські космічні системи»                  | Слугує для передачі на Землю зображень (7,5 ГГц, до 30,72 Мбіт/с) і даних ГГАК-Э, здійснює ретрансляцію і обмін інформацією, збір і передачу на Землю даних з платформ збору даних, а також ретрансляцію сигналів аварійних буїв системи Коспас-Сарсат. Частоты: — передача: 7,5 ГГц (X-діапазон), 1,697 ГГц, 1,692 ГГц, 1,54 ГГц (L-діапазон) — прийом: 8,2 ГГц (X-діапазон), 466 МГц, 406 МГц, 402 МГц (UHF-діапазон) |
| Бортова система збору даних (БССД);                                            | «Російські космічні системи»                  | Слугує для збору і накопичення даних від БСП-ГЗ, ГГАК-Э й їх подальшої передачі (до 30,72 Мбіт/с) в БРТК. Ємкість пам'яті БССД — 650 Мбайт. |

## Список запусків
Передбачається, що система складатиметься з трьох супутників на геостаціонарній орбіті.
| Электро-Л № 1 | GOMS-2 | 20.01.2011 | Байконур 45/1 | Зеніт-3SLБ | 76° в.д.    | 2011-001A | Шаблон:NORAD ID | Супутник працює в штатному режимі. 26 лютого 2011 о 14:30 проведена успішна зйомка Землі в 10 спектральних каналах. До теперішнього моменту завершені льотні випробування космічного апарата і розпочато дослідну експлуатацію КА. 8 вересня 2011 глава Росгідромету Олександр Фролов заявив, що встановлена на супутнику апаратура не відповідає заявленим показникам, а одержувану інформацію важко використовувати, оскільки відсутня прив'язка вимірюваних параметрів по висоті вимірювань. |
| Электро-Л № 2 | GOMS-3 | 2013       | Байконур 45/1 | Зеніт-3SLБ | 14.5° з.д.  |           |                 | Планований запуск |
| Электро-Л № 3 | GOMS-4 | 2015       | Байконур 45/1 | Зеніт-3SLБ | 165.8° в.д. |           |                 | Планований запуск |